# Gobryidae
Gobryidae zijn een familie uit de orde van de tweevleugeligen (Diptera), onderorde vliegen (Brachycera). Wereldwijd omvat deze familie 1 geslacht en 5 soorten.

## Soorten
- Geslacht Gobrya
  - Gobrya bacchoides
  - Gobrya cyanea
  - Gobrya cylindrica
  - Gobrya simulans
  - Gobrya syrphoides